# Vchodový objekt

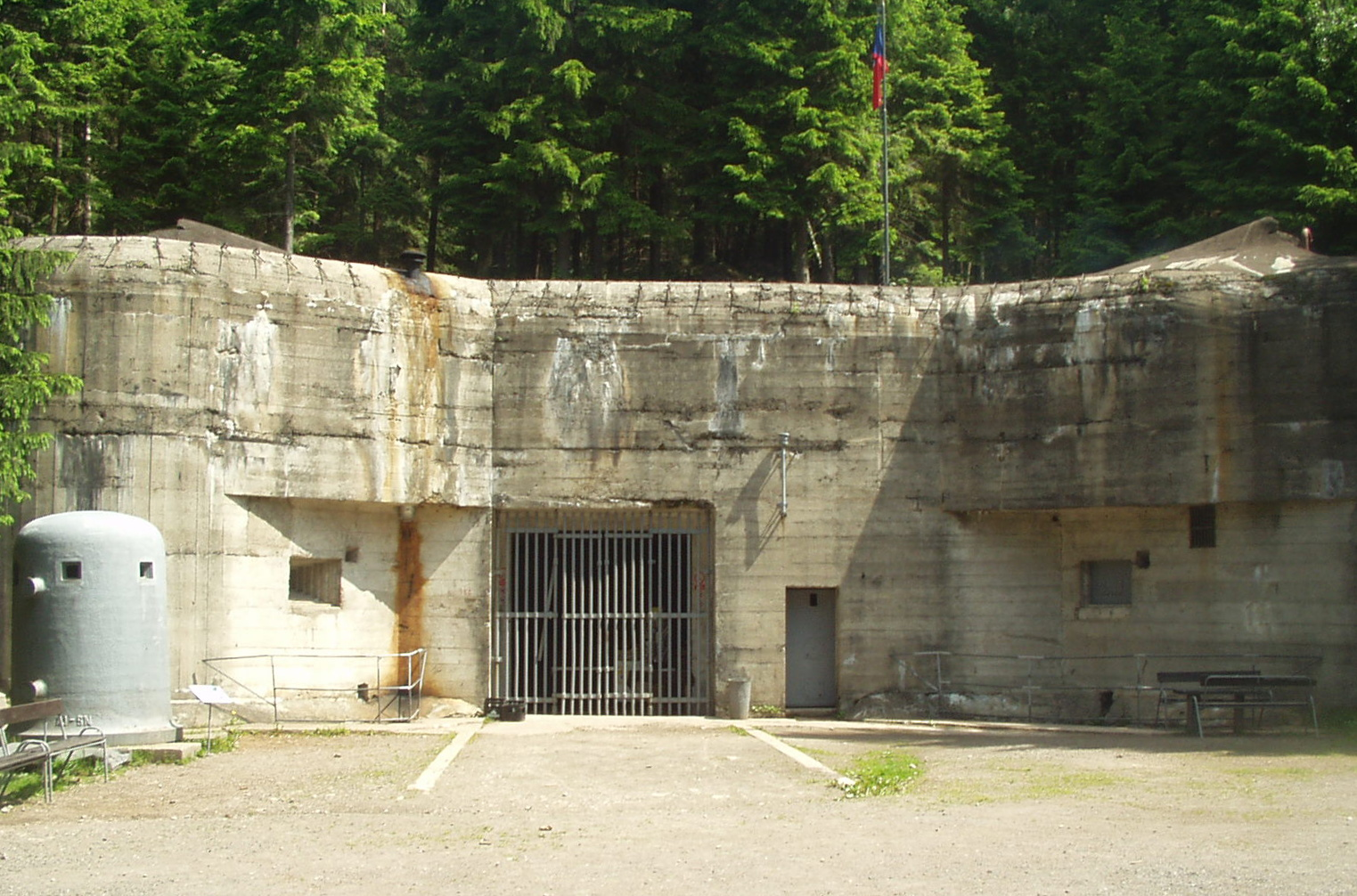
Československý vchodový objekt na tvrzi Bouda

Vchodový objekt je železobetonový objekt budovaný v rámci československého opevnění. Sloužil jako hlavní vstup do dělostřeleckých tvrzí. Byl budován na krytém místě v týlu mimo hlavní obranné postavení za účelem zajištění bezproblémového zásobování tvrze i v čase bojů. 

## Výzbroj
Objekty měly pro kruhovou obranu ve střeše osazenu dvojici pancéřových zvonů, ve kterých byly umístěny lehké kulomety. Ve střeleckých místnostech byly dle konfigurace terénu používány lehké i těžké kulomety nebo protitankové kanóny vz. 36. Další střílna pro kulomet byla instalována v prvních pancéřových vratech. V případě vypuknutí boje při jejich otevřené poloze ji nahrazovala další střílna v prvním zahnutí vjezdu.

## Technické řešení vstupů
Konstrukce objektu umožňovala vjezd nákladního automobilu až do prostoru překladiště, kde se náklad překládal do vozíků pevnostní úzkokolejné dráhy o rozchodu 600 mm, která byla rozvedena do dalších míst podzemního systému tvrze. Vedle vjezdu pro nákladní automobily se vždy nacházel vstup pro pěší. Na francouzské Maginotově linii bylo toto společné řešení užíváno pouze u menších tvrzí. U větších byl pro vstup pěší posádky stavěn samostatný objekt.
Vjezd pro automobily byl chráněn dvoukřídlými mřížovými vraty, která vážila se vším příslušenstvím přibližně jednu tunu. Hned za mřížovými vraty byla umístěna jednokřídlá vysouvací plynotěsná vrata, která vážila až šest tun. V uzavřené poloze vrata bránila vniknutí jedovatých látek do objektu. Protizávaží instalované v dolním patře objektu umožňovalo vratům vertikální pohyb. Za těmito vraty byla chodba obloukovitě lomena za účelem znemožnění palby do nitra tvrze. Za lomenou částí chodby byla umístěna třetí pancéřová vrata, která byla rovněž plynotěsná a společně s předcházejícími vraty tvořila protiplynovou předsíň sloužící k odmořování vozidel napadených bojovými plyny. Velmi podobným způsobem, i když v menším měřítku, byl řešen i vstup pro pěší.

## Překladiště
Za posledními vraty se nacházel prostor překladiště. Rozměry překladiště byly odvozovány od množství munice, které bylo pro bojovou schopnost do tvrze nutno dodat. Budovány byly dvě varianty. Ve tvrzích s potřebou munice menší než 100 tun na dva dny bylo užito překladiště dlouhé 11 metrů, tj. pro jeden velký nebo dva malé nákladní automobily. Ve tvrzích s potřebou munice nad 100 tun na dva dny bylo překladiště o pět metrů delší a umožňovalo vjezd dvou velkých nebo tří malých nákladních automobilů. Součástí překladiště byla i počáteční stanice úzkokolejné pevnostní dráhy sloužící k rozvozu materiálu po tvrzi.

## Napojení srubu na podzemní systém
Podle prudkosti okolního svahu se lišil i způsob napojení srubu na podzemní systém tvrze. Nad podzemním systémem bylo nutné dodržet předepsanou mocnost nadloží z důvodu zajištění jeho ochrany. Byl-li srub umístěn v dostatečně příkrém svahu, mohlo být použito přímé galerie (např. tvrz Smolkov, Adam, Jírová hora či Stachelberg). V případě mírného svahu mohlo být užito šikmé kolejové svážnice (např. tvrz Hůrka, Bouda a Dobrošov), která byla vybudována ve sklonu 25%. Třetím způsobem užitým u objektů postavených v téměř rovinatém terénu bylo vybudování svislé schodišťové a výtahové šachty s dvojicí nákladních výtahů. Tento způsob byl nevýhodný z důvodu dvojí překládky a tak byl používán co nejméně (tvrz Orel, Šibenice a Hanička).

## Vchodové objekty československého opevnění
| tvrz           | název objektu          | typ           | stav                                                                                 |
| -------------- | ---------------------- | ------------- | ------------------------------------------------------------------------------------ |
| Orel           | MO-Or-S 20e            | výtah         | nezadán                                                                              |
| Smolkov        | MO-Sm-S 41 Nad Valchou | rovná galerie | postaven, přestavěn po válce                                                         |
| Šibenice       | OP-Š-S 35a Divá Hůra   | výtah         | výkop, zasypán                                                                       |
| Milotický vrch | OP-MV-S 62a            | ?             | zrušen                                                                               |
| Kronfelzov     | StM-Kv-S 46a           | svážnice      | zrušen                                                                               |
| Hůrka          | K-Bg-S 12a U rybníčka  | svážnice      | postaven, přestavěn po válce, částečně rekonstruován                                 |
| Bouda          | K-Ba-S 22a Krok        | svážnice      | postaven, po válce přední část odstřelena a podle původních plánů znovu vybetonována |
| Adam           | K-Am-S 43a Na sekyře   | rovná galerie | postaven, přestavěn po válce                                                         |
| Hanička        | R-H-S 79a U silnice    | výtah         | postaven, přestavěn po válce                                                         |
| Skutina        | N-Sk-S 52a V lese      | rovná galerie | výkop                                                                                |
| Dobrošov       | N-D-S 77a Portál       | svážnice      | výkop, provizorní vchod zasypán                                                      |
| Jírová hora    | T-JH-S 14a             | rovná galerie | nezadán                                                                              |
| Poustka        | T-Pa-S 50a             | rovná galerie | nezadán                                                                              |
| Stachelberg    | T-St-S 80a U kanceláře | rovná galerie | výkop                                                                                |